# O Grande Debate
O Grande Debate é um programa de televisão jornalístico brasileiro produzido e exibido pela CNN Brasil. O formato consiste em um debate entre comentaristas com opiniões divergentes sobre temas da atualidade, mediado por um âncora da emissora. O programa foi um dos marcos da estreia do canal, em 2020, quando inicialmente era um quadro do telejornal CNN Novo Dia. Ao longo dos anos, foi exibido com diversas formações e horários.
Atualmente, o programa é exibido de segunda a sexta-feira das 23h às 23h30, com mediação de Leandro Magalhães e comentários de Caio Coppolla e José Eduardo Cardozo.

## História
O Grande Debate estreou em 16 de março de 2020, como um quadro do telejornal CNN Novo Dia, apresentado por Reinaldo Gottino. Os primeiros debatedores foram os advogados Caio Coppolla e Gabriela Prioli, que representavam as visões de direita e esquerda, respectivamente. O quadro ganhou repercussão nas redes sociais pelas discussões polêmicas entre os comentaristas.
Em 30 de março de 2020, Gabriela Prioli anunciou sua saída do quadro, após cerca de 15 dias depois de sua estreia. Segundo a comentarista, o motivo eram as interrupções que ela vinha sofrendo no programa. Ela foi substituída por Augusto de Arruda Botelho, que passou a debater com Caio Coppolla.
Em abril de 2020, o quadro ganhou uma versão noturna no jornal Expresso CNN, apresentado por Monalisa Perrone, com os comentaristas fixos que faziam o formato pela manhã. A versão matinal, dentro do Novo Dia, passou a contar com os comentários dos advogados Thiago Anastácio e Gisele Soares. Em dois momentos tensos dessa versão noturna do quadro, Caio Coppolla chegou a ser recriminado pela âncora Monalisa Perrone e pela própria direção do canal por falas feitas ao vivo.
Em agosto de 2020, Augusto de Arruda Botelho também deixou o quadro, após uma discussão com Caio Coppolla. Ele foi substituído por Marcelo Feller, e após 5 edições foi substituído por Bruno Salles.
Em outubro de 2020, as duas versões diárias do quadro foram extintas. Na ocasião, a emissora criou o quadro Liberdade de Opinião, um novo formato que não envolvia debate entre os participantes. Caio Coppolla participou do quadro por um período e então foi demitido em outubro de 2021.
Em 8 de fevereiro de 2021, a CNN Brasil lançou uma versão semanal do programa voltada à economia, nomeada como O Grande Debate – Investimentos. Exibido todas as segundas-feiras no horário nobre do canal, a atração tem duração por volta de 15 minutos.
Em 13 de julho de 2021, O Grande Debate voltou à grade da CNN Brasil, desta vez como um programa semanal exibido às terças-feiras, às 22h30. O programa passou a ser mediado por Carol Nogueira e a contar com comentaristas convidados, sobre diferentes temas. A nova edição do programa não teve a mesma repercussão da anterior e foi exibida pela última vez em fevereiro de 2022.
Em março de 2023, a CNN Brasil anunciou a volta do programa à grade de programação diária do canal, em abril. No final do mesmo mês, anunciou os nomes de seis comentaristas fixos, que iriam se revezar nos debates: o ex-ministro da Justiça José Eduardo Cardozo, o ex-deputado federal Vinicius Poit, a advogada e escritora Gabriela Araújo, o ex-procurador de Justiça Roberto Tardelli, a advogada Samantha Meyer e o comentarista de política Caio Coppolla, que retornou à CNN após sua demissão da TV Jovem Pan News. A nova edição do programa estreou em 13 de abril do mesmo ano, ao 12h30, substituindo o Visão CNN. Essa versão do formato foi exibida pela última vez em 22 de setembro de 2023, quando Luciana Barreto passou a ancorar um novo telejornal, Brasil Meio-Dia, às 12h, substituindo O Grande Debate na programação.
Na semana seguinte, a CNN Brasil anunciou que o programa voltaria a ser exibido diariamente em um novo horário, das 23h às 23h30, sob apresentação de Leandro Magalhães. Em comunicado à imprensa, foi anunciado que o objetivo da nova versão era retornar às origens, quando o programa chamava a atenção das redes sociais ao dar espaço para um embate direto entre personalidades com opiniões diametralmente opostas. Os debatedores anunciados foram Caio Coppolla, representando ideais de direita, e José Eduardo Cardozo, representando ideais de esquerda. O programa teve sua reestreia em 2 de outubro de 2023 e conta com edições gravadas.

## Formato
O Grande Debate foi inspirado no original americano The Great Debate, quadro exibido dentro do extinto programa Cuomo Prime Time, no horário nobre da CNN nos Estados Unidos.
Muitas mudanças foram promovidas no formato de O Grande Debate ao longo do tempo. Um tema é elencado pela produção e debatido por uma dupla de comentaristas com visões opostas sobre o assunto. O mediador apresenta o tema e faz perguntas aos debatedores, com um tempo determinado para respostas e réplicas.

## Cronologia de Apresentadores
Titulares
- Reinaldo Gottino (março 2020 - maio 2020)[12]
- Monalisa Perrone (abril 2020 - outubro 2020)
- Rafael Colombo (junho 2020 - outubro 2020)
- Carol Nogueira (julho 2021 - fevereiro 2022)
- Luciana Barreto (abril 2023 - setembro 2023)
- Leandro Magalhães (outubro 2023 - presente)